# 埃米特·戴维斯
埃米特·戴维斯（英語：Emmett Davis，1886年2月28日—1967年12月22日），美国男子帆船运动员。他曾代表美国参加1932年夏季奥林匹克运动会帆船比赛，联同罗伯特·卡尔森、弗雷德里克·科南特、查尔斯·史密斯、小唐纳德·威尔斯·道格拉斯和坦普尔·阿什布鲁克获得一枚银牌。